# Gräberfeld von Skärsjö

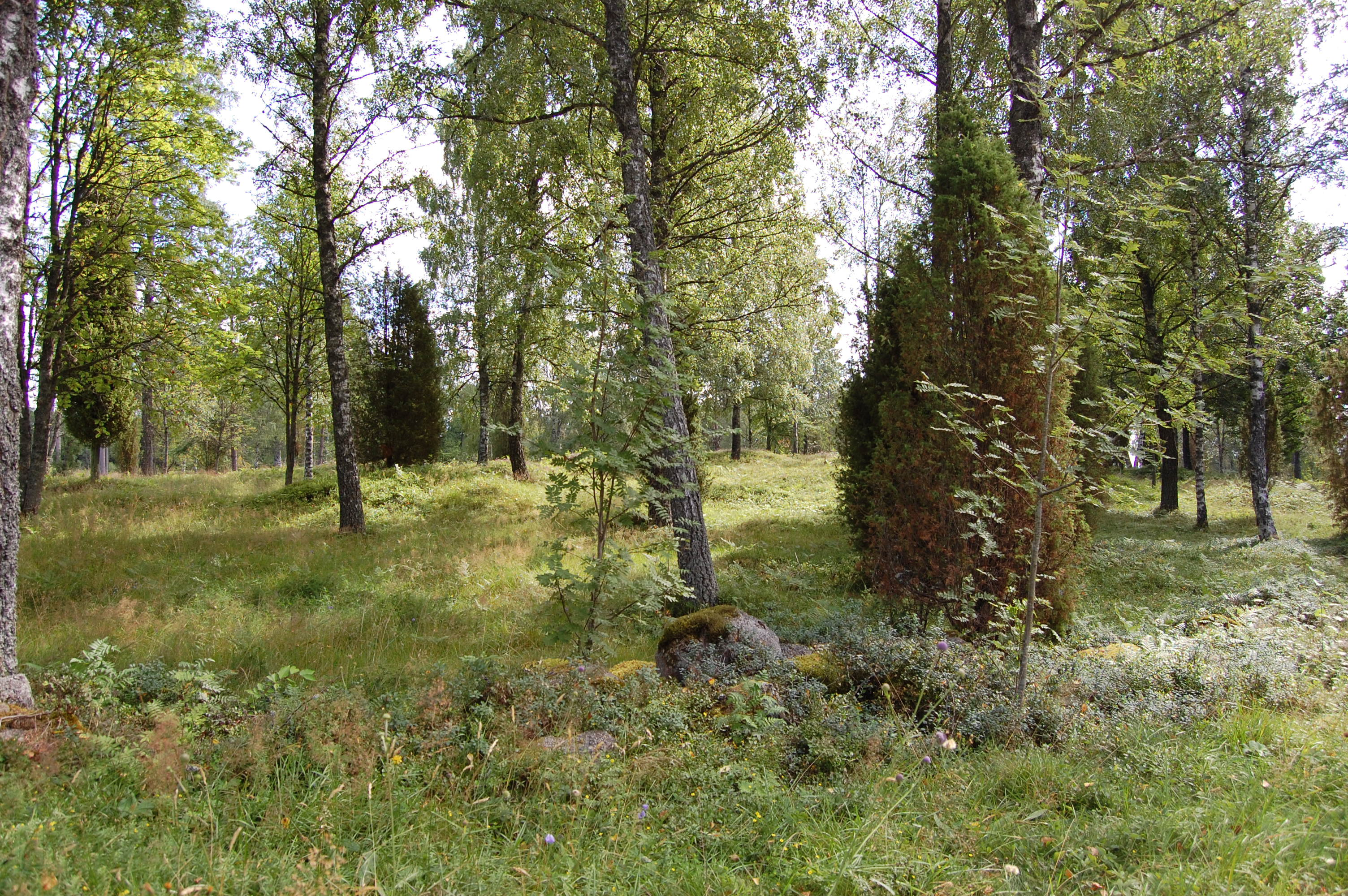
Gräberfeld von Skärsjö

Das Gräberfeld von Skärsjö ist eine prähistorische Grabanlage bei Skärsjö südöstlich von Sävsjö in der schwedischen Gemeinde Sävsjö in der historischen Provinz Småland.
Das Gräberfeld umfasst 80 Grabhügel und 33 runde Steinsetzungen. Darüber hinaus bestehen einige Bautasteine. Die Entstehung des Gräberfelds wird für die Eisenzeit etwa im Zeitraum zwischen 500 und 1050 nach Beginn unserer Zeitrechnung datiert.